# Un día en la vida
Un día en la vida es un libro escrito por el autor salvadoreño Manlio Argueta. El libro se trata de un día de la vida de Guadalupe Guardado y las mujeres de su familia en Chalatenango, El Salvador, justo antes de la guerra civil de El Salvador. Se prohibió la venta del libro en El Salvador por la imagen negativa del gobierno salvadoreño y después de que salieran a la luz las descripciones de abuso de derechos humanos de la Organización Democrática Nacionalista, la organización paramilitar de inteligencia del gobierno.
El autor, Manlio Argueta, se vio obligado a publicar su obra desde Argentina y terminó pasando más de 20 años en exilio en Costa Rica después de varios arrestos por su involucro en actividades políticas en contra del gobierno salvadoreño. Un día en la vida es su obra más conocida y se ha traducido en más de doce idiomas. Se publicó en 1980, el mismo año cuando inició la Guerra Civil.
Un día en la vida fue nominado por Modern Library (la Biblioteca Moderna) como el número cinco de los mejores libros latinoamericanos del siglo XX. El periódico salvadoreño El Diario de Hoy expresó duda sobre la nominación. Otros críticos expresaron desdén hacia la elección del libro de Argueta por encima de otros escritores latinoamericanos más populares como Ernesto Sabato y Alejo Carpentier.

## Resumen
Guadalupe «Lupe» Guardado es una mujer salvadoreña de quien vive cerca de Chalatenango, Estos relatos resaltan la brutalidad con la que el ejército salvadoreño trataba a la gente durante el periodo de la Guerra civil. Por las circunstancias difíciles de la vida, Lupe se ve obligada a hacer lo que pueda para mantener a su familia mientras su esposo trabaja para un hombre pobre en su terreno. Su marido, Chepe se involucra en la rebelión contra las condiciones económicas y se convierte en un líder de la organización de campesinos cristianos. Por miedo a la persecución por esta oposición, Chepe se queda «en el monte» después del trabajo y muy rara vez está con su familia. El hijo de Chepe y Lupe, Justino fue asesinado por los militares antes de los acontecimientos del libro y su yerno fue «desaparecido». La nieta de Lupe, Adolfina, cuenta la historia de una manifestación en una catedral y también una masacre de estudiantes en un autobús. Al final del libro, las autoridades llevan a Guadalupe y Adolfina un hombre que ha sido fuertemente golpeado, afirmando que este repetía el nombre «Adolfina». Adolfina no reconoce al hombre, pero Lupe lo reconoce como su marido, Chepe .A pesar de esto, Lupe sigue el consejo previo de su marido y niega conocerlo, entonces las autoridades se lo llevan.